# Qualea schomburgkiana
Qualea schomburgkiana är en tvåhjärtbladig växtart som beskrevs av Johannes Eugen ius Bülow Warming. Qualea schomburgkiana ingår i släktet Qualea och familjen Vochysiaceae. Inga underarter finns listade i Catalogue of Life.